# Maracaynatum orchidearum
Maracaynatum orchidearum is een hooiwagen uit de familie Samoidae.